# Léia Silva

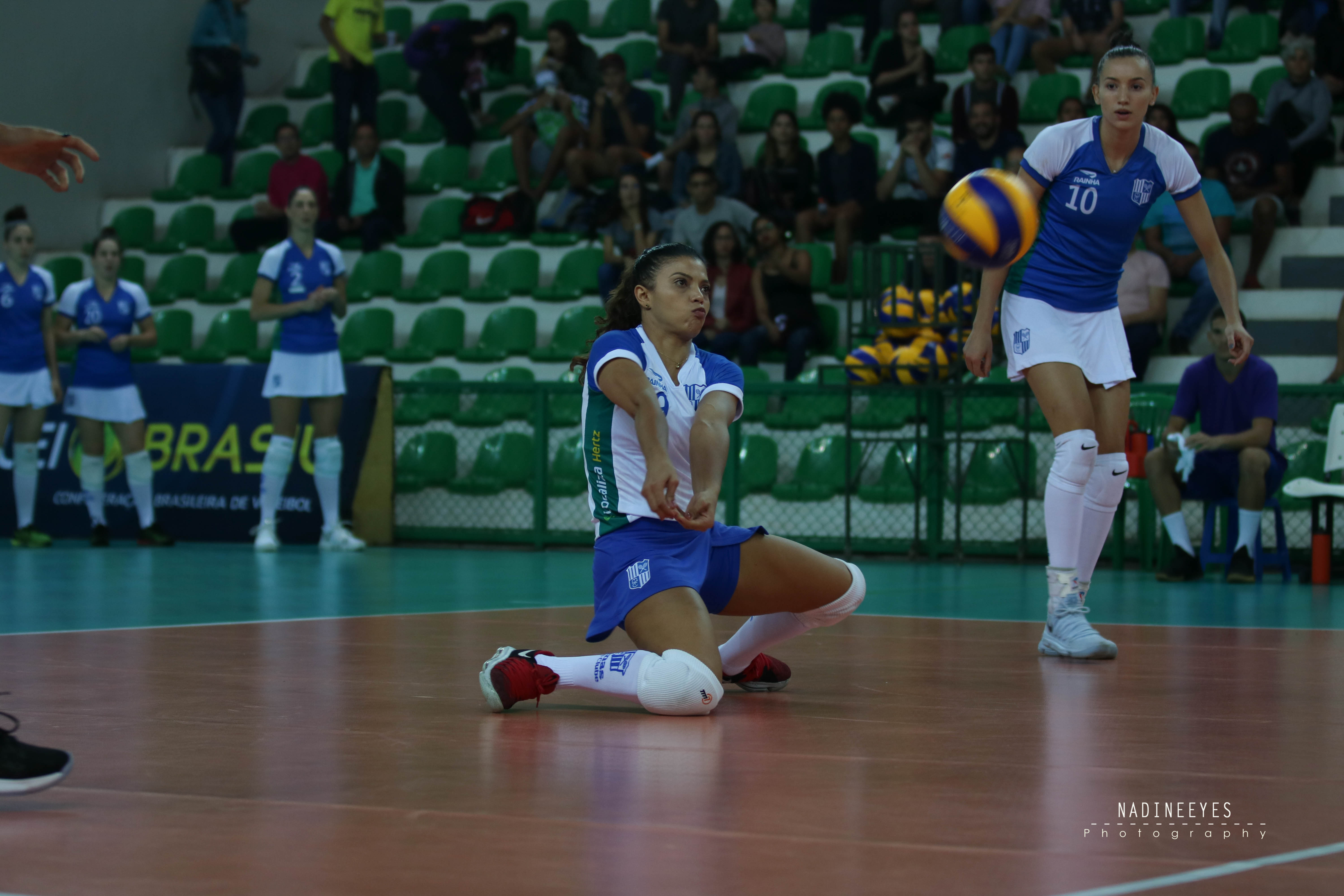
Léia Silva podczas przyjmowania zagrywki przeciwnika w drużynie Minas Tênis Clube w sezonie 2018/2019

Léia Silva (ur. 1 marca 1985 w Ibitindze) – brazylijska siatkarka, grająca na pozycji libero.

## Sukcesy klubowe
Mistrzostwo Brazylii:
- 2012, 2019, 2021, 2022[2]
- 2011, 2025[3]
- 2008, 2016, 2018

Klubowe Mistrzostwa Świata:
- 2010, 2018
- 2011

Klubowe Mistrzostwa Ameryki Południowej:
- 2011, 2012, 2018, 2019, 2020, 2022[4]
- 2021
- 2023[5], 2024[6]

Puchar Brazylii:
- 2021

## Sukcesy reprezentacyjne
Grand Prix:
- 2014, 2016
- 2015

Mistrzostwa Ameryki Południowej:
- 2015, 2019

Liga Narodów:
- 2019

## Nagrody indywidualne
- 2018: Najlepsza libero Klubowych Mistrzostw Ameryki Południowej
- 2019: Najlepsza libero Klubowych Mistrzostw Ameryki Południowej
- 2020: Najlepsza libero Klubowych Mistrzostw Ameryki Południowej